# Stentato
Stentato (del griego «Stentor», un personaje con voz poderosa en la Ilíada de Homero) es una expresión musical que significa "fuerte" o "ruidosa". Un significado alternativo es "fuerte y forzado". Por lo general se abrevia como «stent» y se puede ver en la partitura del poema sinfónico Pini di Roma de 1924 de Ottorino Respighi.